# Live at the Brixton Academy
Live at the Brixton Academy é o primeiro álbum ao vivo do cantor, compositor e guitarrista Brian May, mais conhecido como integrante da banda de rock britânica Queen, lançado em fevereiro de 1994.
O álbum é uma versão quase completa e sem edições do show. Sua performance de "God (The Dream Is Over)", música de John Lennon não foi incluída no álbum devido a questões de direitos autorais. O tecladista Spike Edney teve que tocar um segundo solo depois que May teve problemas técnicos antes de tocar "Last Horizon". Além disso, "Back To The Light", "Tie Your Mother Down", "Love Token", "Headlong", "Let Your Heart Rule Your Head", "Ressurrection", "We Will Rock You"e "Hammer to Fall" são ligeiramente encurtadas no CD, mas estão na íntegra em sua versão áudio-visual.

## Faixas
Todas as músicas escritas por Brian May, exceto onde anotado.
1. "Back to the Light"
2. "Driven by You"
3. "Tie Your Mother Down"
4. "Love Token"
5. "Headlong"
6. "Love of My Life" (Freddie Mercury)
7. "'39" / "Let Your Heart Rule Your Head"
8. "Too Much Love Will Kill You" (May, Frank Musker, Elizabeth Lamers)
9. "Since You've Been Gone" (Russ Ballard)
10. "Now I'm Here"
11. "Guitar Extravagance"
12. "Resurrection" (May, Cozy Powell, Jamie Page)
13. "Last Horizon"
14. "We Will Rock You"
15. "Hammer to Fall"